# AMA Motocross Championship
AMA Motocross Championship är den  högst rankade motocrosserien i USA. Serien har funnit sedan 1972, är sanktionerad av American Motorcyclist Association (AMA) och drivs av MX Sports Pro Racing.